# الشيخ محمد بودية
محمد بودية أو الشيخ بودية كما عُرف في الأوساط الفنية التونسية (16 مايو 1881 - 7 يونيو 1974)، هو موسيقي تونسي من مدينة صفاقس.

## نشأته
ولد محمد بن حسن بن محمد بودية يوم 16 ماي 1881 في المدينة العتيقة بصفاقس. نشأ في عائلة متواضعة، وزاول تعليمه التقليدي في الكتّاب في زاوية سيدي علي الكراي حيث حفظ القران الكريم.
توفي والده وهو في سن الرابعة وتبعته والدته عندما بلغ محمد الصغير الثامنة من العمر. ولذلك، لم يستطيع الالتحاق بجامع الزيتونة لمواصلة تعليمه. وبدلا عن الدراسة، تعلم حرفة النجارة في ورشة أحد النجّارين في باب القصبة. ثم تحول للعمل في البناء قبل أن يفتح ورشةً خاصةً به.

## تكوينه الموسيقي
تبنته عمّته إثر وفاة والديه، وإليها يعود الفضل في تكوينه الفني، فقد شجعته على الانضمام إلى متبعي طريقة العوامرية (نسبة إلى سيدي عامر) في زاوية سيدي السبتي بصفاقس، وهناك تعلم عزف الزكرة وحفظ الأدعية والأذكار وتعرّف على عديد الموسيقيين المعروفين في وقته فتعلم منهم كذلك عزف الفحل والطار وحفظ موسيقى المالوف.

## شهرته
بعد أن بلغ تكوينه الموسيقي مستوى مرموقا، بدأ الشيخ بودية يقدم أعمالا جديدة غير مألوفة، خاصة بعد تعلمه العزف على الكرنيطة (الاسم المحلي للكلارينيت) والهارمونيوم الذي استعمله في عزف المالوف.
ولاقت موسيقاه الجديدة هذه رواجا لدى الجمهور، فأصبح مطلوبا في كلّ الحفلات الخاصّة ومع جميع الفرق.

### فرقته
مع تعاظم شهرته، أسّس الشيخ بودية فرقته الخاصة التي أقامت حفلات عديدة بباب الديوان وسوق الترك والبلاغجية ونهج برج النار واكتسبت شعبية كبيرة لدى العائلات الصفاقسية. كما ظلّ الشيخ بودية وفيا للزوايا والطرق الصوفية، فظلت فرقته ترافق العوامرية والعيساوية في خرجاتهم وفي مجالسهم في زاوية سيد علي الكراي، فكانت بذلك أول جوقة تعزف الأغاني الدينية في الزاوية.

### التسجيلات
مع التطور التكنولوجي والاتصالي، ومع انتشار الفونوغراف، غزت الأغاني الشرقية الذوق العام فاضطرّ الشيخ إلى تطوير فرقته وإدخال هذا النمط عليها ليصاحب الأنماط التي كانت تشتغل عليها الفرقة سابقا.
ومع إنشاء الإذاعة الجهوية بصفاقس، قام الشيخ بودية بتسجيل 13 نوبة من مجالس سيدي أبي الحسن الكراي، كما سجّل عديد الأغاني من أنماط موسيقية أخرى.

## وفاته
توفي الشيخ محمد بودية يوم 7 جوان 1974 في صفاقس عن عمر 93 سنة.